# Instrukcja techniczna G-3
Instrukcja techniczna G-3 – standard techniczny w geodezji w Polsce, obowiązujący na podstawie rozporządzenia Ministra Spraw Wewnętrznych i Administracji z dnia 24 marca 1999 (Dz.U. Nr 30, poz. 297), zbiór wytycznych dotyczących geodezyjnej obsługi inwestycji wprowadzony zarządzeniem Prezesa Głównego Urzędu Geodezji i Kartografii z 11 kwietnia 1980 w sprawie stosowania instrukcji technicznej G-3 "Geodezyjna obsługa inwestycji". Ostatnim wydaniem jest wydanie V z 1988 opracowane w Instytucie Geodezji i Kartografii przez Bogdana Neya, Wojciecha Janusza, Krzysztofa Kuczerę zgodnie z zaleceniami Biura Rozwoju Nauki i Techniki Głównego Urzędu Geodezji i Kartografii reprezentowanego przez Edwarda Jarosińskiego. W związku z wprowadzeniem ustawy o infrastrukturze informacji przestrzennej z 4 marca 2010 roku, standardy techniczne jako przepisy wykonawcze zachowują moc do 8 czerwca 2012 roku.
Instrukcja G-3 zawiera przepisy techniczne regulujące postępowanie przy wykonywaniu prac geodezyjnych na etapach studiów przedprojektowych, opracowywania założeń techniczno-ekonomicznych projektowania technicznego i realizacji inwestycji oraz przy wykonywaniu geodezyjnych pomiarów obiektów w czasie ich eksploatacji.
W szczególności przepisy instrukcji dotyczą prac geodezyjnych dla potrzeb budownictwa ogólnego, budownictwa przemysłowego (zakłady przemysłowe i pojedyncze obiekty przemysłowe), komunikacji (koleje, drogi, ulice, place, tunele, mosty, wiadukty, lotniska, drogi wodne, porty morskie i rzeczne), urządzeń inżynieryjnych (przewody podziemne, naziemne i napowietrzne oraz urządzenia im towarzyszące), budownictwa wodnego oraz obiektów sportowych i rekreacyjnych. Przepisy zostały podzielone na poszczególne rodzaje asortymentowe:
- mapy, materiały fotogrametryczne i dane numeryczne
- osnowy realizacyjne
- nowe i uzupełniające pomiary sytuacyjno-wysokościowe dla potrzeb studialnych i projektowych
- wytyczanie obiektów
- obsługa geodezyjna budowy i montażu
- pomiary powykonawcze wybudowanych obiektów i urządzeń
- pomiary inwentaryzacyjne w czasie eksploatacji obiektów
- pomiary przemieszczeń oraz pomiary kontrolne w czasie eksploatacji obiektów[2]